# Al Khor
Al Khor (nota anche come Al Khor City; in arabo: الخور) è una città costiera situata nella parte settentrionale del Qatar, nel territorio di Al Khawr. Al Khor si trova a circa 50 km a nord del centro della città di Doha.